# Anna Siemer
Anna Siemer (16 de febrero de 1983) es una jinete alemana que compite en la modalidad de concurso completo. Ganó una medalla de plata en el Campeonato Europeo de Concurso Completo de 2021, en la prueba por equipos.

## Palmarés internacional
| Campeonato Europeo | Campeonato Europeo | Campeonato Europeo | Campeonato Europeo |
| Año                | Lugar              | Medalla            | Categoría          |
| ------------------ | ------------------ | ------------------ | ------------------ |
| 2021               | Avenches (Suiza)   | Medalla de plata   | Por equipos        |